# Laterallus tuerosi
Laterallus tuerosi é uma espécie de ave da família Rallidae.
É endémica do Peru.
Os seus habitats naturais são: lagos de água doce e marismas de água doce.
Está ameaçada por perda de habitat.